# Хайда (народ)
Ха́йда (самоназвание — хаде, хадай, хайдегай — «люди») — индейский народ в Канаде и США. Численность в Канаде — 6 525 чел.; численность в США — 5 977 чел. В Канаде они населяют острова Хайда-Гуаи и провинцию Британская Колумбия, В США — юг архипелага Александра в штате Аляска. Первоначально занимали только о-ва Королевы Шарлотты.

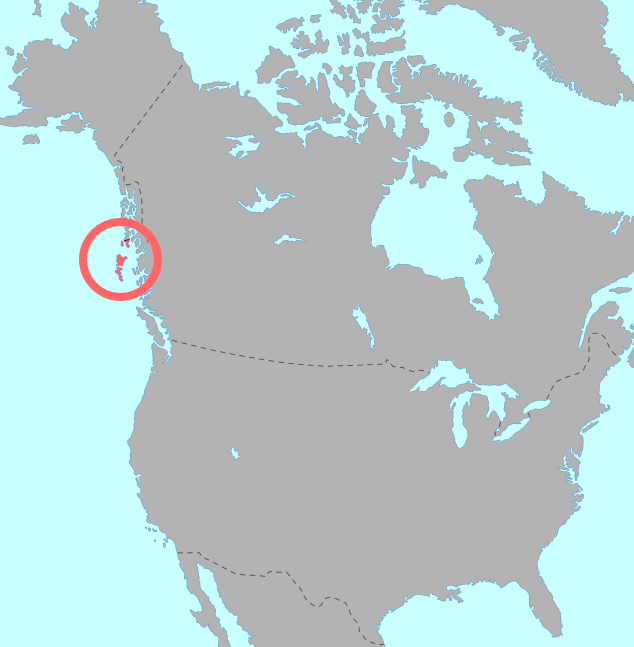
Расселение народа хайда

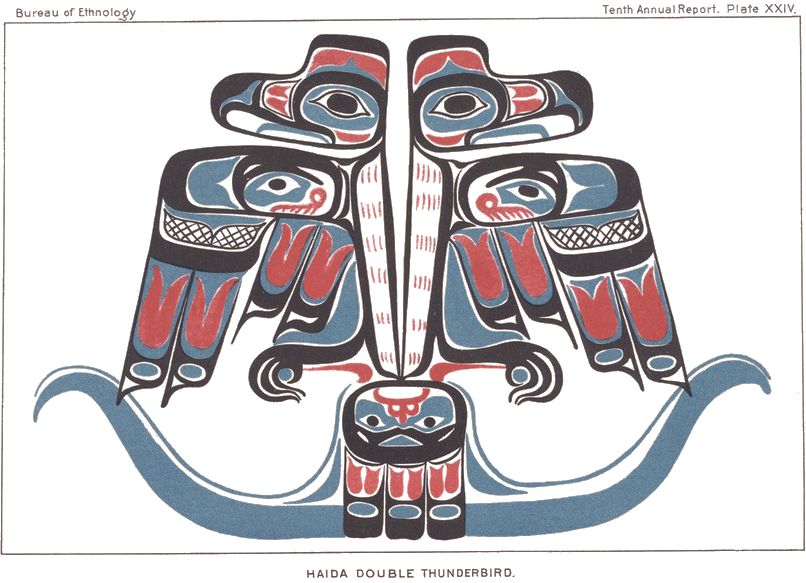
Национальный тотем народа хайда: Громовая Птица. Анагра́ммический или амбиграмический рисунок перевертыш, если развернуть на 180 то будет индеец шаман в костюме птицы и перьями на голове

Язык — хайда, являющийся изолятом (ранее включался в семью на-дене, сейчас отдельные совпадающие слова считаются заимствованиями). Имеет два диалекта: северный (массет) и южный (скидегейт) и вытесняется английским.

## Этнические группы
Прежде делились на 5 групп: северная, три центральных и южная. 

## Традиционное хозяйство
Культура хайда относится к типу культуры индейцев северо-западного побережья Северной Америки. Основные занятия — рыболовство, морская охота, сухопутная охота, собирательство, ремесла. Из рыб основные — лосось и палтус, охотились на тюленей, котиков, каланов, на суше — на оленя, медведя, собирали водоросли, икру сельди, морских беспозвоночных, ягоды и др. Из ремесел развиты были плетение корзин из еловых корней, резьба по дереву, славились изготовлением долблёнок из красного кедра. Лодки вмещали до 40 человек и были важным предметом торговли. У соседних племён покупали медь, шкуры (у тлинкитов), жир рыбы-свечи (у цимшианов), рабов (у квакиутлей).

## Социальная организация

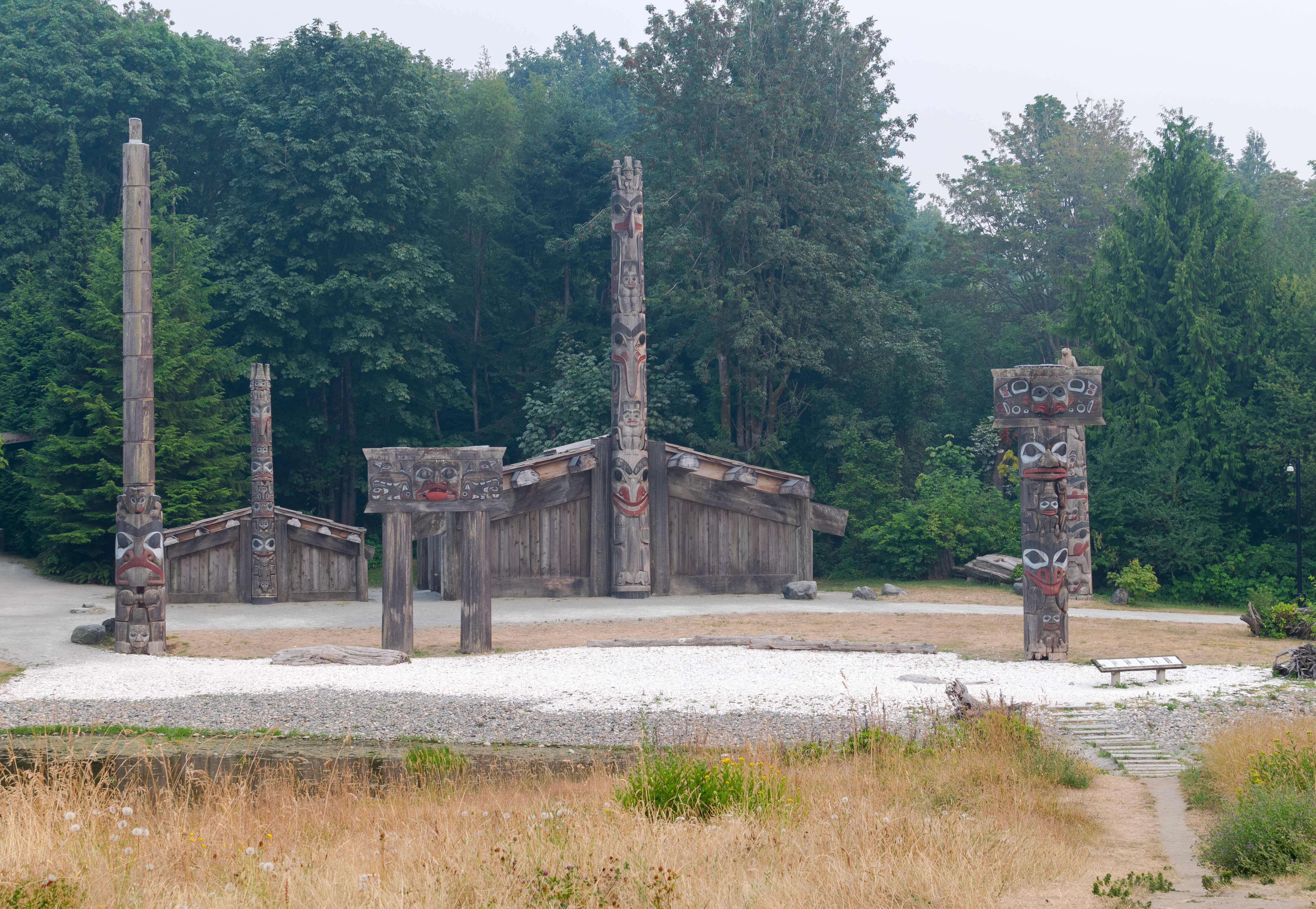
Тотемы хайда (ныне музей антропологии)

Хайда жили в 20 зимних селениях. В основе общества были матрилинейные тотемные роды или линиджи, объединявшиеся в две фратрии, Ворона и Орла. Линидж обычно имел промысловые угодья, земли под поселение, родовые имена, эмблемы, танцы, песни, легенды. Тотемные эмблемы, в основном зооморфные, изображались на столбах, утвари, в татуировке и т. д. Линидж возглавлял вождь, распоряжавшийся родовой собственностью. Иногда власть наследовалась от отца к сыну. Домохозяйства были большесемейными. Была развита социальная дифференциация и ранговая стратификация. Выделялись знать (яхид), простые общинники и рабы. Предпочтительный брачный партнёр — из линиджа отца. Распространены были и кросскузенные браки, сорорат, левират, у вождей встречалась полигиния. Собственность мужчины наследовали его младшие братья и племянники (авункулат), собственность женщины — дочери.

## Верования
Традиционные верования хайда включают анимизм, тотемизм, шаманизм, охотничьи культы, вера в родовую реинкарнацию. У них имеется развитая мифология.

## Галерея

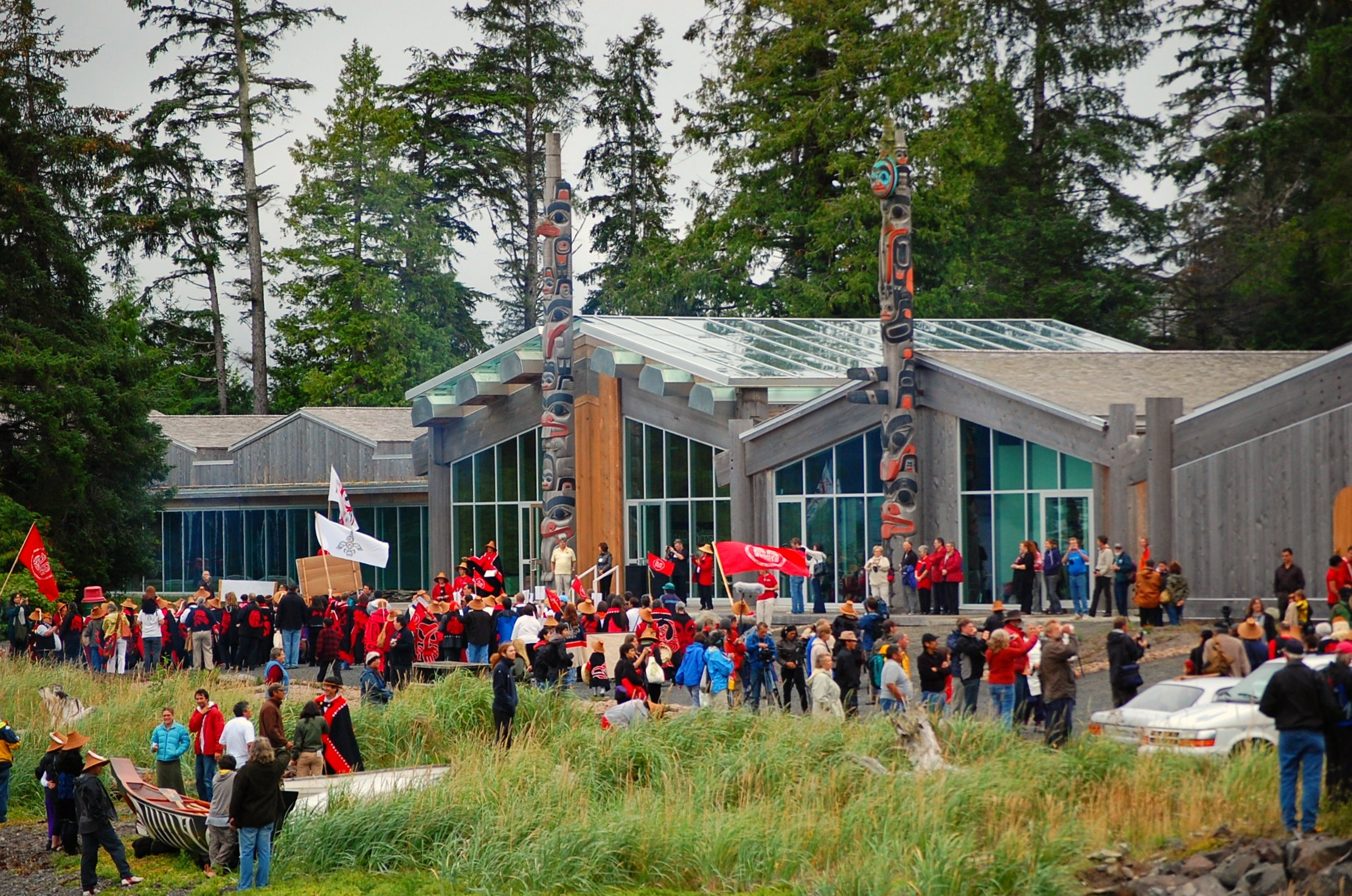
Центральный офис хайда (дома в национальном стиле)
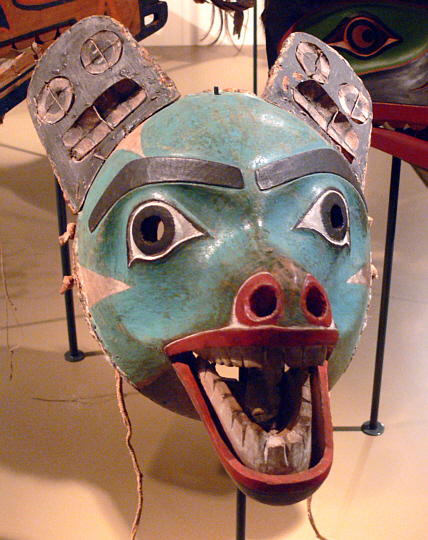
Маска хайда, 1880, Германия
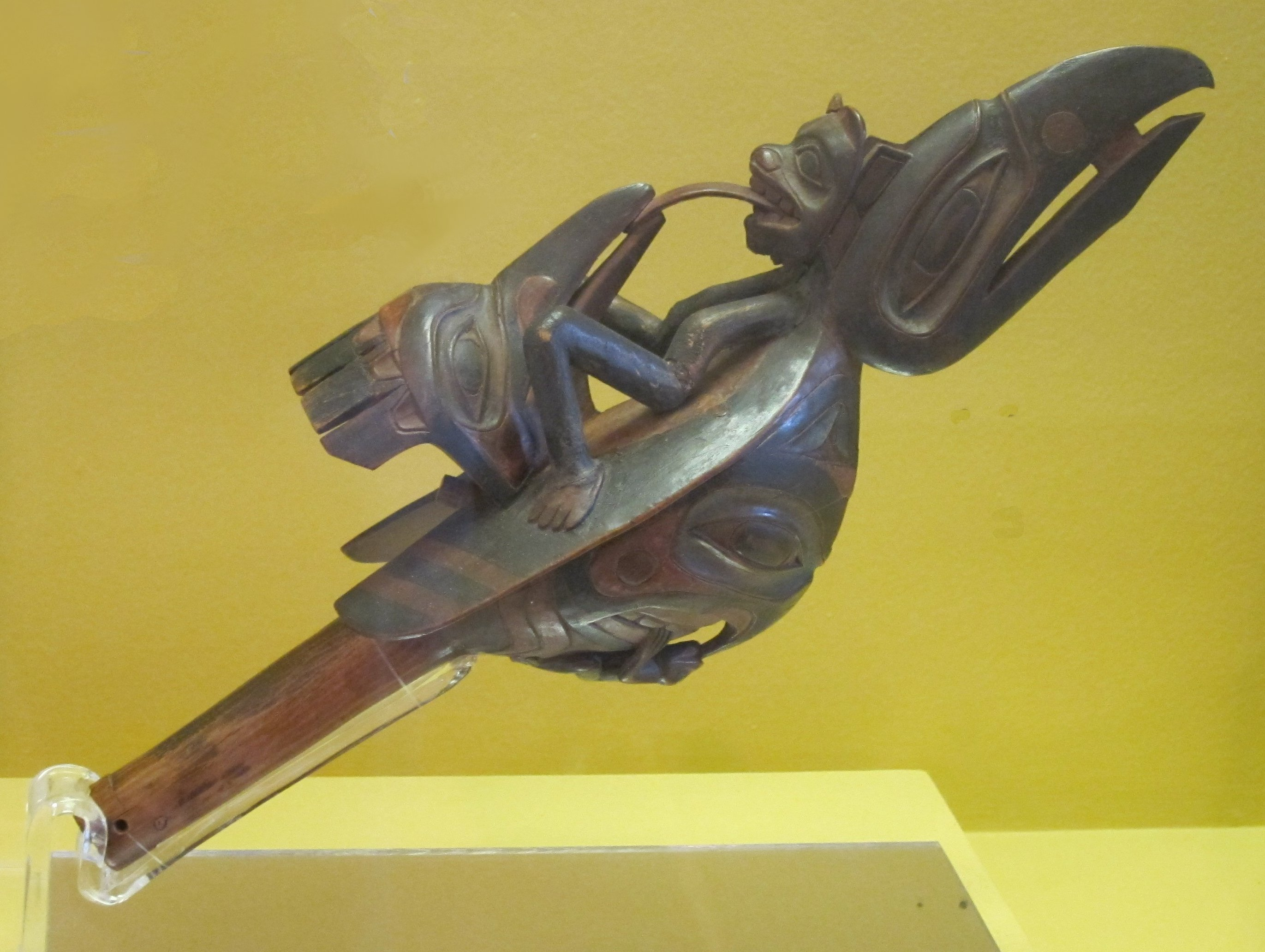
Танцевальная погремушка вождя хайда
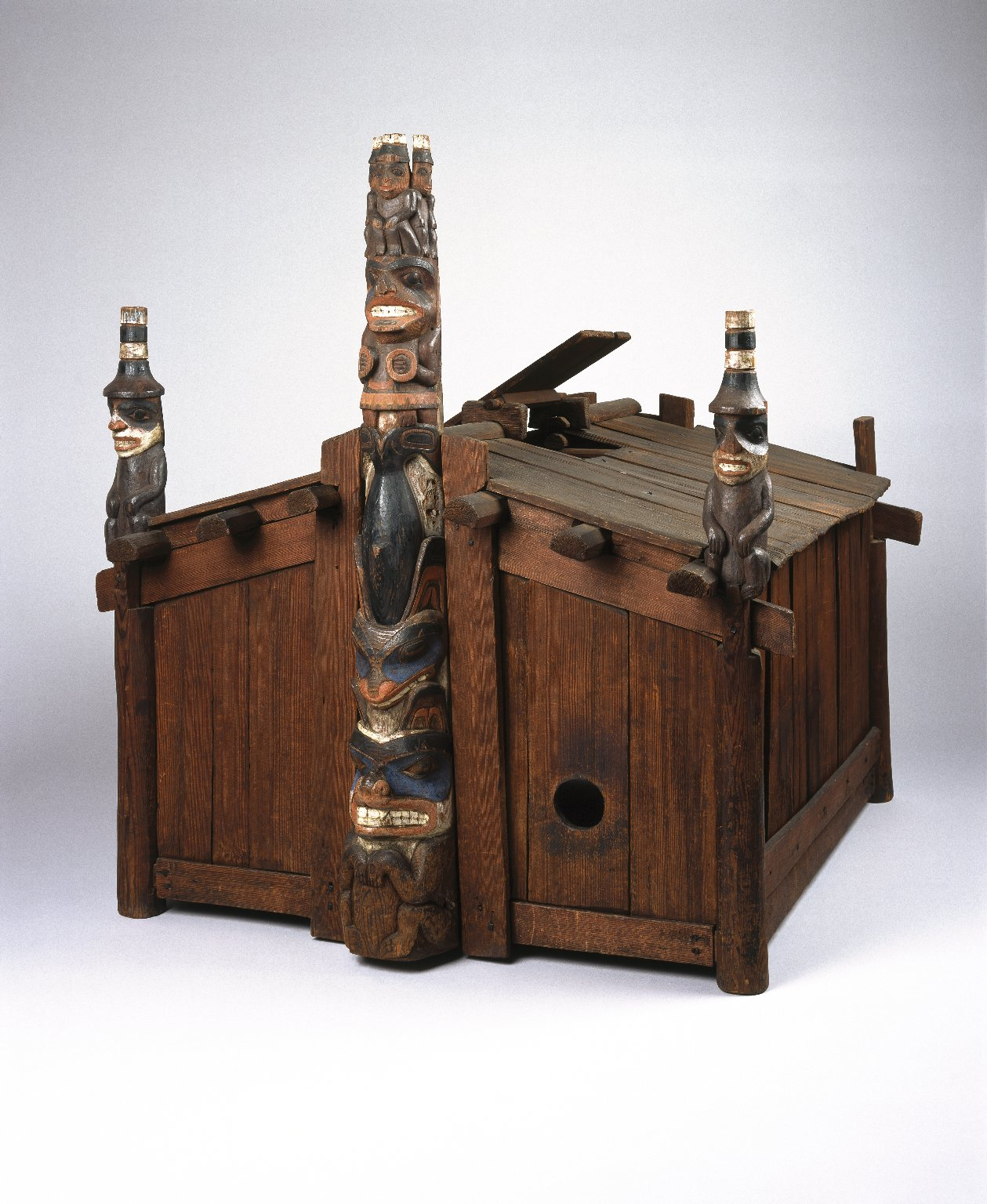
Модель дома хайда 19 века